# Стил, Эмили
Эмили Стил (англ. Emily Steel) — бизнес-журналист, которая работала в различных новостных изданиях, а с 2014 года освещает события медиаиндустрии в New York Times. Стил опубликовала журналистское расследование о ведущем обозревателе Fox News Билле О’Райли, которое, возможно, в конечном итоге способствовало его увольнению. Утверждалось, что этот отчет, возможно, также способствовал взрывному росту движения #MeToo, которое началось позже в том же году. Mediaite назвал Стил одной из 75 самых влиятельных людей в американских новостных СМИ в 2017 году.

## Журналистские расследования

### Билл О’Райли
В 2017 году Эмили Стил с Майклом С. Шмидтом опубликовали серию статей о сексуальных проступках и внесудебных соглашениях бывшего ведущего Fox News Билла О’Райли. Хотя первоначально новость об отступных появилась 9 января 2017 года на сайте Law & Crime Дэна Абрамса, журналисты New York Times подхватили тему на следующий день, опираясь на присланные анонимами документы. Следующая крупная публикация состоялась в начале апреля, а 19 апреля стало известно о уходе Билла О’Райли с Fox News. В конце октября 2017 года Эмили Стил и Майкл С. Шмидт, подводя итоги своей работы, опубликовали статью с журналистским расследованием  под названием «Билл О’Райли удовлетворил требования о компенсации в связи с новыми обвинениями в домогательствах, а затем Фокс возобновил с ним контракт».
В 2018 году её статьи получили Пулитцеровскую премию в номинации «За служение обществу» вместе с Майклом С. Шмидтом, Джоди Кантор и Меган Туи, и премию Джеральда Леба за журналистские расследования в сфере бизнеса. Эта работа получила широкое внимание средств массовой информации и, возможно, помогла привести к увольнению О’Райли из Fox News.

## Биография
Эмили Стил родилась в Солт-Лейк-Сити, в середине 80-х потом переехала в Линкольн, штат Небраска, а потом в 12-летнем возрасте в Ист Лайм, Коннектикут, где в 2002 году окончила среднюю школу в East Lyme High School. Затем Эмили окончила Университет Северной Каролины . Живёт в Нью-Йорке. Стил рассказывала, что заинтересовалась журналистикой после того, как написала в школьной газете статью о способности быть счастливой и благодарной после событий 11 сентября. После того, как к ней подошёл уборщик с благодарностью за её статью, она решила, что станет сочинителем.
Стил 8 лет проработала в Wall Street Journal, где в числе других получила награду Джеральда Леба 2011 года в номинации «Корпоративная онлайн бизнес журналистика» за работу «Что они знают». Затем в течение двух лет она работала в Financial Times, а после этого присоединилась к The New York Times в 2014 году, когда Брайан Стелтер перешёл в CNN.